# كأس رابطة الأندية الإنجليزية المحترفة 1984–85
كأس رابطة الأندية الإنجليزية المحترفة 1984–85 (بالإنجليزية: 1984–85 Football League Cup)‏ هو موسم من كأس رابطة الأندية الإنجليزية المحترفة. كان عدد الأندية المشاركة فيه 92، وفاز فيه نورويتش سيتي.